# WWF България
WWF България (ВВФ България) е част от природозащитната организация Световен фонд за дивата природа WWF (на английски: World Wildlife Fund), която е международна неправителствена организация.
През 2006 г. WWF официално регистрира офис на неправителствената организация и в България. Основен фокус на дейността в страната са опазване и възстановяване на гори, реки, опазване на застрашени и защитени видове, опазване на защитени територии, ограничаване на климатичните промени, следене за нарушения на природозащитното законодателство.
WWF България е част от коалицията от неправителствени организации „За да остане природа в България”.